# Waluya (Cicalengka)
Waluya is een bestuurslaag in het regentschap Bandung van de provincie West-Java, Indonesië. Waluya telt 10.656 inwoners (volkstelling 2010).